# 양산 통도사 가경원년명 오계수호신장도
양산 통도사 가경원년명 오계수호신장도(梁山 通度寺 嘉慶元年銘 五戒守護神將圖)는 대한민국 경상남도 양산시 통도사에 보존되어 있는 5계신장도로, 10폭의 병풍으로 되어 있다. 
1990년 12월 30일 경상남도의 유형문화재 제281호 통도사 오계수호신장도으로 지정되었다가, 2018년 12월 20일 현재의 명칭으로 변경되었다.

## 개요
통도사에 보존되어 있는 5계신장도로, 10폭의 병풍으로 되어 있다.
불교에서 계(戒)라 함은 승려가 지켜야 할 계율로, 선정과 지혜를 닦는데 있어서 없어서는 안되는 것이다. 계에는 5·10·48·250·348계 등이 있는데, 특히 이 그림에서 표현하고 있는 5계는 특히 불가에서 지키는 사미계의 기본이 되는 것으로, 1계를 두 폭씩에 걸쳐 표현하고 있다.
제 1계는 생명을 죽이는 것을 금하는 ‘불살생’에 해당하는 신장이 4구 표현되어 있다. 맨 앞에 묘사된 신장은 계를 지키는 사람을 수호하는 일을 하며, 머리에 관을 쓰고 왼손으로는 발우를 잡고 있는데, 그 모습이 당당하다. 
제 2계에 표현된 3구의 신장은 망령된 말을 금하는 ‘불망어’에 해당하는 신장으로 보인다. 첫 번째 신장은 검 비슷한 무기를 잡고 허공을 날카롭게 응시하고 있다. 그 앞에 있는 또 하나의 신장은 왼손에 바람개비 모양의 무기를 들고 있고 오른손에는 창을 쥐고 있다. 다음 폭의 신장은 양손에 검을 쥐고 성난 표정을 하고 있다. 
제 3계에는 4구의 신장이 표현되어 있는데, 도둑질과 음란한 행위를 금하는 ‘불유도불음행‘에 관한 그림으로 보인다. 두 손으로 창과 철퇴를 쥐고 있으며 바람에 흩날리는 듯한 옷의 표현이 긴장감을 자아내게 한다. 
제 4계는 첫째폭의 신장이 마치 용왕처럼 묘사되어 창을 두 손에 움켜쥐고 분노에 찬 모습이며, 다음 폭의 두 신자는 뱀을 먹으며 오른손에 창을 들고 있다. 
제 5계는 사미 5계 중 욕심과 술을 금하는 ‘불욕주’에 관한 그림이다.
이 그림은 가로 66.5cm, 세로 124cm의 크기로서, 조선 영조 12년(1736)에 화원 희심에 의해 제작된 작품이다. 한국에 전해오는 불화 중에서 보기 드문 작품일 뿐 아니라 미술사적으로도 뛰어난 양식을 갖추고 있으며, 특히 계율을 회화적으로 표현하여 계를 지키려는 이에게 좀더 효과적인 가르침이 되도록 하였다. 불교미술사 연구에도 훌륭한 자료로 평가되고 있다.

## 참고 문헌
- 양산 통도사 가경원년명 오계수호신장도 - 국가유산청 국가유산포털